# Nemastylis floridana
Nemastylis floridana är en irisväxtart som beskrevs av John Kunkel Small. Nemastylis floridana ingår i släktet Nemastylis och familjen irisväxter.
Artens utbredningsområde är Florida. Inga underarter finns listade i Catalogue of Life.

## Bildgalleri

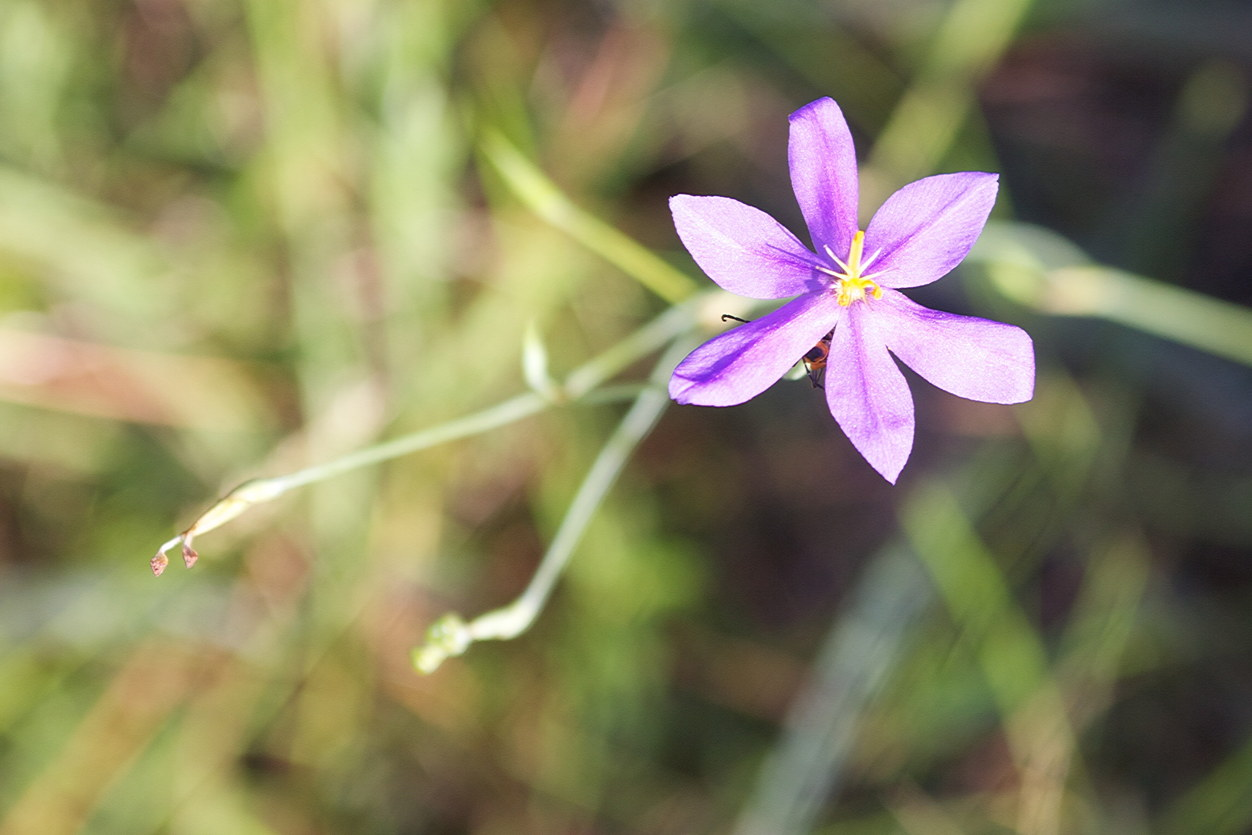